# Mastering the Internet
Mastering the Internet (en español, Dominando el Internet; abreviado en inglés como MTI) es un proyecto de vigilancia masiva dirigido por el Cuartel General de Comunicaciones del Gobierno británico (GCHQ) con un presupuesto de más de mil millones de libras. Según informaciones publicadas en The Register y The Sunday Times a principios de mayo de 2009, ya se habían adjudicado a los proveedores contratos por un valor total de 200 millones de libras.
En respuesta a estos informes, el GCHQ emitió un comunicado de prensa en el que contrarrestaba estas afirmaciones de vigilancia masiva, afirmando que «el GCHQ no está desarrollando una tecnología que permita monitorear todo el uso de Internet y las llamadas telefónicas en Gran Bretaña, ni que se dirija a todas las personas del Reino Unido».
Sin embargo, las revelaciones de vigilancia masiva de 2013 revelaron que el GCHQ recopilaba información "en bruto" (sin filtrar las comunicaciones de los ciudadanos británicos) de la web como parte de su programa "Mastering the Internet".

## Antecedentes
"Mastering the Internet" es un proyecto del gobierno británico que forma parte del Programa de Modernización de la Interceptación (IMP). El sistema fue descrito en 2009 por The Register y The Sunday Times como el sustituto de los planes desechados de una base de datos central única. Se trata de miles de cajas negras DPI en varios proveedores de servicios de Internet en asociación con la base del GCHQ en Cheltenham, financiadas con un presupuesto de la Cuenta Única de Inteligencia de 1.600 millones de libras, incluyendo un contrato de 200 millones de libras con Lockheed Martin y otro con BAE Systems Detica.
Desde 2013, el sistema es capaz de copiar las señales de hasta 200 cables de fibra óptica en todos los puntos físicos de entrada a Gran Bretaña.

## Cooperación internacional

### Canadá
Ya en 2007, John Adams, jefe del Establecimiento de Seguridad de las Comunicaciones, una agencia de inteligencia gubernamental, informó al Parlamento de Canadá sobre los planes de los "Cinco Ojos" para dominar el Internet en cooperación con la NSA y otros aliados:

Queremos dominar Internet. Ese es un reto que ninguna institución —ya sea la nuestra o la Agencia de Seguridad Nacional, NSA, por ejemplo— puede gestionar por sí sola. Intentamos hacerlo junto con nuestros aliados.
John Adams

### Estados Unidos
En 2013, The Guardian proporcionó detalles específicos de las contribuciones financieras realizadas por la Agencia de Seguridad Nacional de Estados Unidos (NSA) en "Mastering the Internet" como parte de la alianza de los "Cinco Ojos" entre varias democracias occidentales de habla inglesa. Según los documentos filtrados por Edward Snowden, la NSA le pagó al GCHQ más de 17,2 millones de libras esterlinas para el funcionamiento del programa.